# MTV Days 2011
Gli MTV Days 2011 (o MTV Days: Music Festival & Conference) si sono tenuti, per la seconda volta di seguito, a Torino dal 30 giugno al 2 luglio 2011. Anche questa edizione è stata caratterizzata da concerti, dj set, dibattiti e la rappresentazione della musica in tante forme espressive musicali come lo storytelling, le listening sessions e i panel in cui la musica, i suoi autori e gli spettatori sono stati i veri protagonisti.
Per la prima volta nella storia dello show, nessuno dei concerti previsti dal programma, è stato trasmesso in diretta su MTV, bensì riproposto il giorno immediatamente successivo alla registrazione, riscontrando non poche perplessità e lamentele da parte degli spettatori.

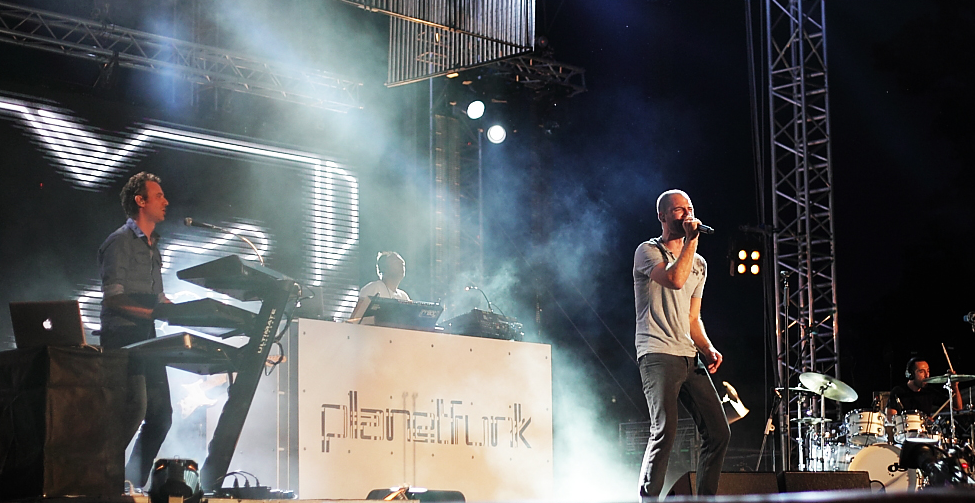
Planet Funk nella serata conclusiva degli MTV Days 2011 a Torino

## L'evento

### Programma
- 30 giugno
  - Presso il Palazzo Nuovo, all'Università degli studi di Torino, facoltà DAMS:
    - Conferenze
    - Meet&Greet con alcuni artisti protagonisti dello show
    - Music Session con gli artisti della MTV New Generation

  - Concerto in Piazza Castello dalle 17:30
- 1º luglio
  - Presso il Palazzo Nuovo, all'Università degli studi di Torino, facoltà DAMS:
    - Conferenze
    - Meet&Greet con alcuni artisti protagonisti dello show
    - Music Session con gli artisti della MTV New Generation

  - Concerto in Piazza Castello dalle 17:30
- 2 luglio
  - Concerto finale in Piazza Castello dalle 20:00

## Artisti
- Après La Classe
- Caparezza
- Casino Royale
- Club Dogo
- Cristina Donà
- Daniele Silvestri
- J-Ax
- Marracash
- Mauro Ermanno Giovanardi
- Max Pezzali
- Ministri
- Modà
- Niccolò Fabi
- Noemi
- Planet Funk
- Subsonica

Gli ospiti dell'area conference sono:
- Alex Britti
- Giorgia
- Mario Riso
- Niccolò Agliardi